# Ans de Tellado
Ans de Tellado es un lugar perteneciente a la parroquia de Paleo, del municipio de Carral, provincia de La Coruña.
Situado en las suaves laderas que desde el río Barcés ascienden hasta el pueblo de Carral, delimitado por otras entidades de población como son O Casal, O Paraiso y Outra Aldea; próximo al camino viejo de Santiago y al camino inglés, actualmente se encuentra dividido por la carretera N-550 La Coruña-Santiago, que ocupa la traza del tercer camino a Santiago desde La Coruña.
Su historia ha estado ligada a los devenires de su cabeza parroquial San Estevo de Paleo desde sus inicios en torno a comienzos del siglo IX. El significado del topónimo es incierto, si bien la denominación ha sido originada por el asentamiento de la familia Ans desde la parroquia de Orto, en el municipio de Abegondo a finales del siglo XVIII en esta zona a las afueras de Carral, consolidándose como núcleo de población dependiente de la villa de Carral.

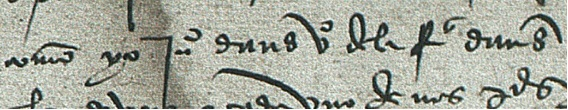
Primera referencia escrita del apellido y del topónimo «…como yo Juan Dans, vecino de la feligresías Dans…», 1514.

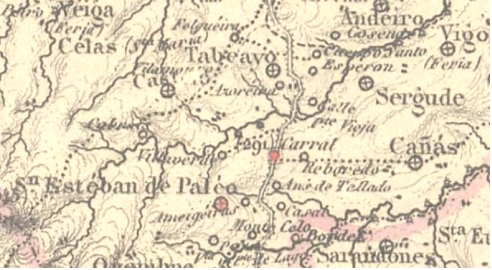
S.^{n} Estéban de Paléo, Carral y Ans de Tellado en cartografía histórica del año 1865 (Coello, 1865).